# پل اسکالی-پاور
پول اسکولی-پاور (به انگلیسی: Paul Scully-Power) فضانورد اهل کشور ایالات متحده آمریکا است که در ۲۸ مهٔ ۱۹۴۴ میلادی در سیدنی زاده شد. وی در مأموریت اس‌تی‌اس-۴۱-جی حضور داشته‌است.